# ريو سيرا
ريو سيرا، المعروفة أيضا بإسم سيرا (بالكورية: 류세라)‏ هي مغنية وكاتبة أغاني كورية جنوبية، ولدت يوم 3 أكتوبر 1987 في بوسان في كوريا الجنوبية.

## روابط خارجية
- ريو سيرا على موقع ميوزك برينز (الإنجليزية)
- ريو سيرا على موقع ديسكوغز (الإنجليزية)